# Chipoka

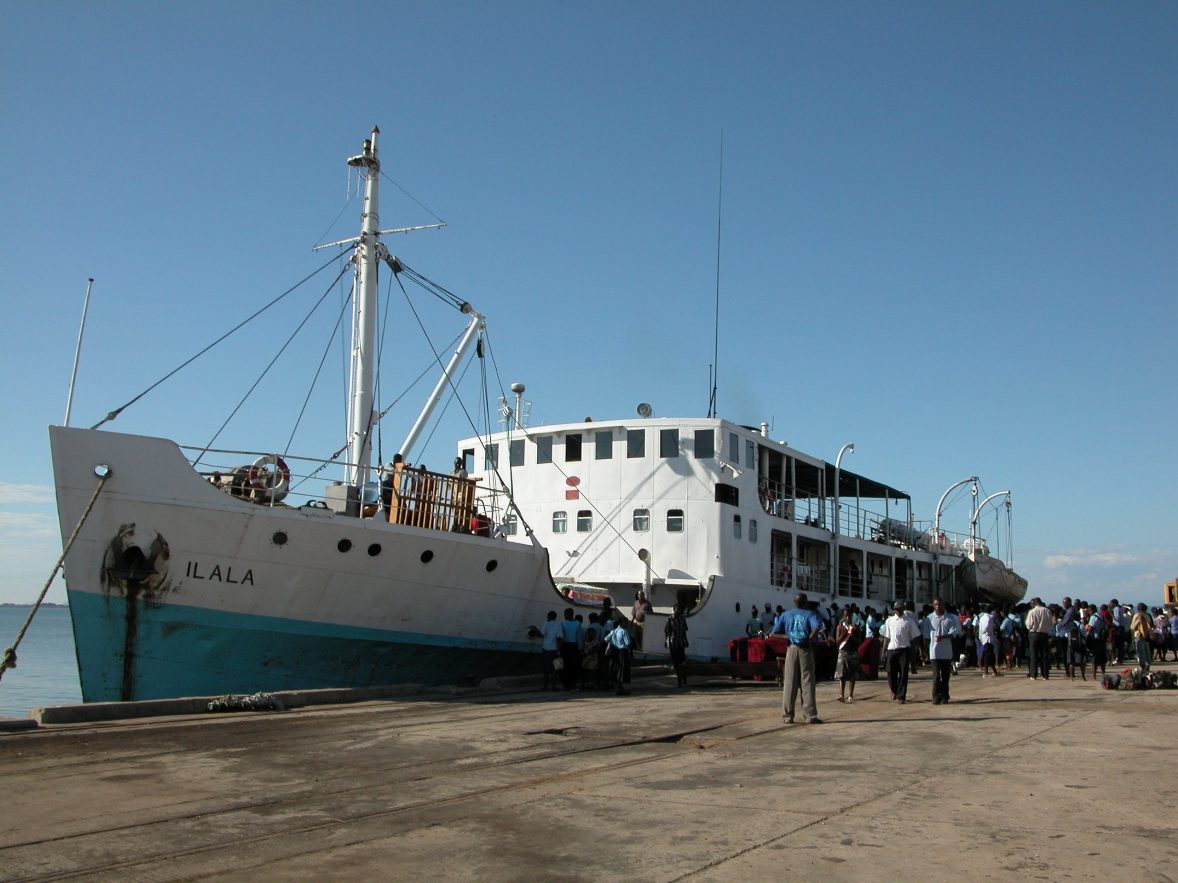
LIlala à quai dans le port

Chipoka est une petite ville portuaire du Malawi située sur le lac Malawi dans le district de Salima de la Région centrale.
Elle est l’un des quatre ports principaux du pays et une importante plaque tournante du transport, étant l’un des points d’échange entre les ferrys qui naviguent sur le lac et le réseau ferroviaire du Malawi, auquel la ville a été reliée en 1935.
Elle compte plus de 5 000 habitants et se trouve à une altitude de 471 mètres.
Parmi les villes et villages avoisinants se trouvent Chaseta, Ndembo, Kalombola, Lowe, Mazenjele, Chikanda, Milala, Mkangawi, Mzembela, Ndindi, Pemba et Kachindamoto.

## Démographie
| Année | Population |
| ----- | ---------- |
| 1998  | 3 986      |
| 2008  | 5 132      |